# Discosauriscidae
Discosauriscidae — родина стегоцефалів ранньої пермі. Вони належать до Seymouriamorpha, але їх спорідненість із сучасними чотириногими є дискутованою. Вони довгий час вважалися рептіліоморфами, але деякі нещодавні аналізи свідчать про те, що вони є стебловими чотириногими.